# Tucson Estates, Arizona
Tucson Estates är en ort (CDP) i Pima County, i delstaten Arizona, USA. Enligt United States Census Bureau har orten en folkmängd på 12 192 invånare (2010) och en landarea på 33,7 km².